# 순강원
순강원(順康園)은 대한민국 경기도 남양주시에 있는 조선 선조의 후궁인 인빈 김씨의 무덤이다. 1991년 10월 25일에 사적 제356호로 지정되었다. 인빈 김씨는 인조의 생부인 원종의 생모이나, 1613년(광해군 5년)에 사망하였으나 바로 추숭되지 않고 1755년(영조 31년)에 비로소 추숭되었으며, 그녀의 무덤도 순강원이라 명해져 승격되었다.

## 개요
조선 14대 선조(재위 1567∼1608)의 후궁인 인빈김씨(1555∼1613)의 무덤이다.
인빈김씨는 조선 16대 인조의 할머니이며, 인조의 아버지인 원종(추존된 왕)의 생모이다. 무덤 주위를 둘러쌓는 담장(곡장)을 둘렀으며, 묘비석을 비롯하여 여러 석조물이 있다.
영조 31년(1755)에 무덤을 순강원이라 명하고 지위를 승격시켰다. 또한 위패는 저경궁에 모셨으며, 순종 2년 역대 왕이나 왕으로 추존된 이의 생모인 후궁들의 위패를 모신 칠궁(七宮)으로 포함되어 옮겼다.

## 같이 보기
- 인빈 김씨

## 참고 자료
- 순강원 - 국가유산청 국가유산포털